# Hinton (Iowa)
Hinton é uma cidade localizada no estado americano de Iowa, no Condado de Plymouth.

## Demografia
Segundo o censo americano de 2000, a sua população era de 808 habitantes.
Em 2006, foi estimada uma população de 852, um aumento de 44 (5.4%).

## Geografia
De acordo com o United States Census Bureau tem uma área de
1,5 km², dos quais 1,5 km² cobertos por terra e 0,0 km² cobertos por água. Hinton localiza-se a aproximadamente 349 m acima do nível do mar.

## Localidades na vizinhança
O diagrama seguinte representa as localidades num raio de 20 km ao redor de Hinton.